# Roeboides ilseae
Roeboides ilseae és una espècie de peix de la família dels caràcids i de l'ordre dels caraciformes.

## Morfologia
- Els mascles poden assolir 7,6 cm de llargària total.[4]

## Hàbitat
Viu en zones de clima tropical entre 28 °C - 30 °C de temperatura.

## Distribució geogràfica
Es troba a Centreamèrica: vessant pacífic del sud-est de Costa Rica.